# بالامو
بالامو رمزها «PL» (بالإنجليزية: Palamu)‏ ، هو تقسيم إداري لدولة الهند تتبع ولاية جهارخاند (بالإنجليزية: Jharkhand)‏ ، مركزها هو مدينة دالتونجانج (بالإنجليزية: Daltonganj)‏ عدد سكانها حسب تعداد سنة 2001 هو 2,092,004 ، مساحتها 8,717 كم² وكثافة السكان 240 لكل كم² .

## أعلام
- مانوج كومار